# Birchabruck

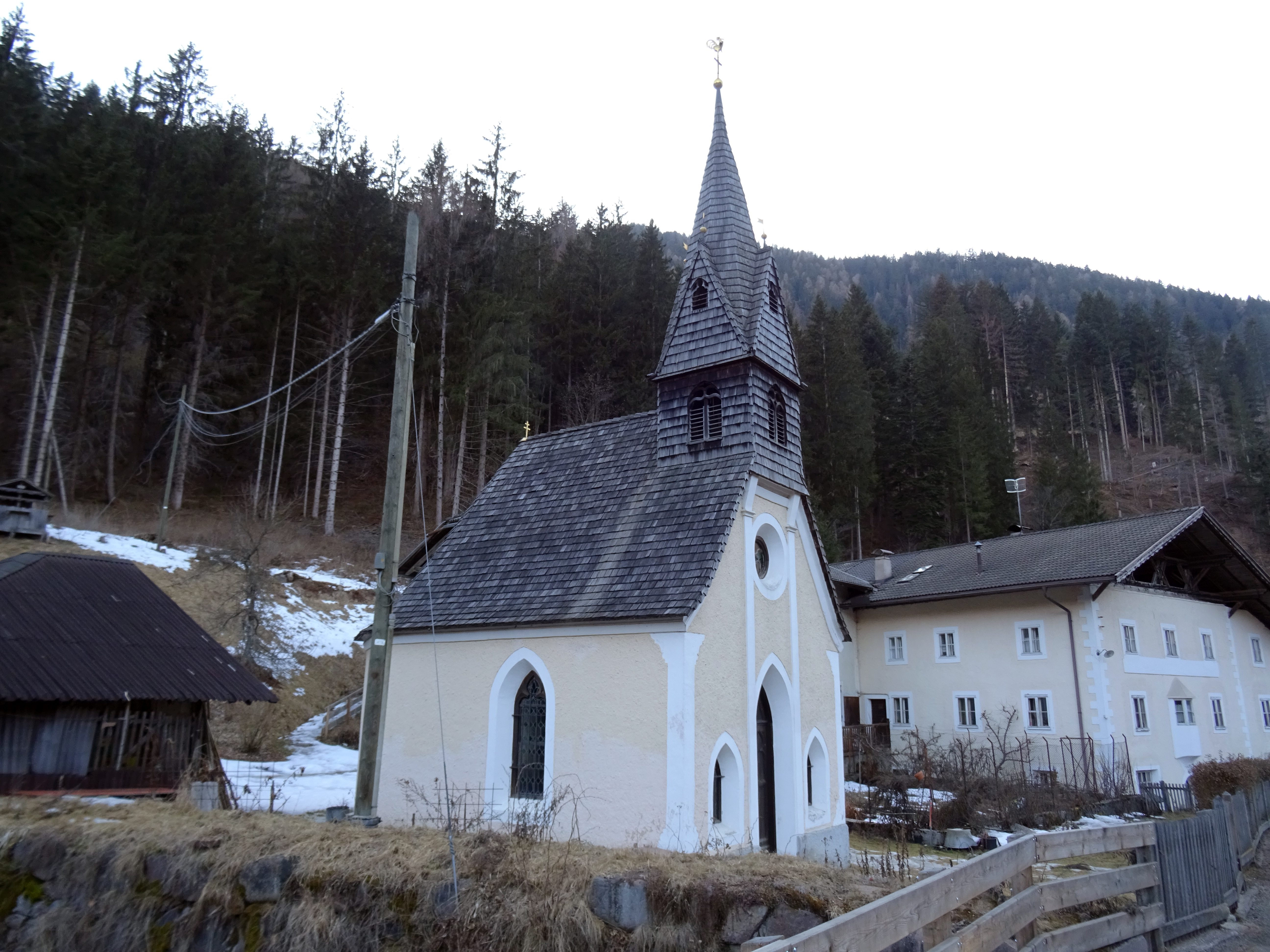
Die Antoniuskapelle in Birchabruck

Birchabruck (italienisch Ponte Nova) ist ein Dorf im Eggental in Südtirol. Die Ortschaft gehört großteils zur Gemeinde Deutschnofen und hatte 2019 rund 150 Einwohner.

## Geografie
Birchabruck liegt zwischen 820 und 900 m Höhe im schmalen Talgrund des mittleren Eggentals. Bei Birchabruck teilt sich das Eggental in zwei Äste, von denen einer nach Osten und einer nach Süden weiterführt. Die beiden Äste werden durch den Welschnofner Bach und den Geroldbach entwässert, die sich in Birchabruck zum Eggentaler Bach vereinen. Der Verlauf des Welschnofner und des Eggentaler Bachs bildet in diesem Bereich die Gemeindegrenze zwischen Deutschnofen und Welschnofen, wobei nahezu alle Häuser Birchabrucks mit nur wenigen Ausnahmen auf der Deutschnofner Seite liegen. Der Deutschnofner Anteil wird weiter in Oberbirchabruck (im Mündungszwickel zwischen Gerold- und Welschnofner Bach) und Unterbirchabruck (auf der orographisch linken Seite des Eggentaler Bachs) unterteilt, wobei Oberbirchabruck innerhalb der Gemeinde der Fraktion Eggen und Unterbirchabruck der Fraktion Deutschnofen zugeordnet ist. Direkt im Ortsbereich befindet sich die Kreuzung der das Eggental erschließenden Hauptstraßen, der SS 241 und der SS 620.

## Einwohner
Zum Stichtag 31. Dezember 2019 hatte der Deutschnofner Anteil Birchabrucks 135 Einwohner., wobei auf Unterbirchabruck 107 und auf Oberbirchabruck 28 entfielen. Zum nur aus wenigen Häusern bestehenden Welschnofner Anteil Birchabrucks liegen keine gesonderten Zahlen vor.

## Sehenswürdigkeiten
Durch die sehr überschaubare Größe des Dorfes gibt es wenige Sehenswürdigkeiten in Birchabruck. Die einzigen denkmalgeschützten Gebäude sind das Haus Birchabrucker, das 1749 als Wirt in Pirchäprugg aufscheint, und die zur Liegenschaft gehörende St.-Antonius-Kapelle.